# يوشيتادا ياماغوتشي
يوشيتادا ياماغوتشي (山口 芳 忠) ولد في 28 سبتمبر 1944 في شيزوكا، اليابان هو لاعب كرة قدم ياباني السابق.
شأرك ياماغوتشي في 41 مباراة مع المنتخب الياباني لكرة القدم من 1965 إلى 1973.

## روابط خارجية
- يوشيتادا ياماغوتشي على موقع الاتحاد الدولي (مؤرشف)  (الإنجليزية)
- يوشيتادا ياماغوتشي على موقع قاعدة بيانات كرة القدم.إي يو (الإنجليزية)
- يوشيتادا ياماغوتشي على موقع ناشيونال فوتبول تيمز (الإنجليزية)
- يوشيتادا ياماغوتشي على موقع عالم كرة القدم.نت (الإنجليزية)
- يوشيتادا ياماغوتشي على موقع اللجنة الأولمبية الدولية (الإنجليزية)
- يوشيتادا ياماغوتشي على موقع أوليمبيديا (الإنجليزية)

1. ↑  Mamrud, Roberto. "Japan - Record International Players". مؤسسة إحصاءات وثيقة لرياضة كرة القدم. مؤرشف من الأصل في 2017-10-12. اطلع عليه بتاريخ 2009-05-11.